# فيل غراهام (لاعب دوري الرغبي)
فيل غراهام (بالإنجليزية: Phil Graham)‏ هو لاعب دوري الرغبي أسترالي، ولد في 21 يونيو 1981 في تامورث في أستراليا.